# Trullars (Monistrol de Calders)
Trullars és una muntanya de 711,3 metres d'altitud del terme municipal de Monistrol de Calders, a la comarca del Moianès.
Està situat a llevant del poble de Monistrol de Calders, a l'esquerra del torrent de la Baga del Coll i de la riera de Sant Joan, i és el segon cim en altitud del massís que hom coneix com a Pla de Trullars. A ponent seu hi ha el punt més alt del massís, el Serrat del Guaita. Entre aquests dos turons s'estén el Pla de Trullars, on hi havia hagut una masia que ja era un mas rònec al segle xvi.
A Trullars hi ha el dolmen del Pla de Trullars, reconstruït el 2005.